# The Lost Leonardo
The Lost Leonardo (Fernsehtitel: „Salvator Mundi“ oder Der verschollene Leonardo) ist ein Dokumentarfilm des dänischen Regisseurs Andreas Koefoed über das Gemälde Salvator Mundi, das 2017 bei Christie’s in London für den Rekordpreis von rund 450 Millionen Dollar als angebliches Werk Leonardo da Vincis versteigert wurde. Der Film hatte am 13. Juni 2021 auf dem Tribeca Film Festival in New York Premiere.

## Inhalt
Koefoed erzählt in seinem Film die Geschichte des „Salvator Mundi“ von seinem Auftauchen auf einer Auktion 1958 bis zu seiner spektakulären Versteigerung 2017 in London.
Gegliedert ist der Film in drei Teile mit den Titeln „The Art Game“, „The Money Game“ und „The Global Game“.
Zu Wort kommen neben Kunsthistorikern, Kunstkritikern, Journalisten, ausgewiesenen Leonardo-Experten wie Martin Kemp und Frank Zöllner oder Museumsleuten wie Bernd Lindemann, ehemals Direktor der Berliner Gemäldegalerie oder Luke Syson, damals Kurator am Metropolitan Museum of Art, auch Fachleute aus den Bereichen Wirtschaft, Handel und Promotion. Koefoed geht in seinem Dokumentarfilm der Frage nach, wie ein Gemälde, das jahrelang im Handel zum Verkauf stand, bereits zweimal bei Versteigerungen eingeliefert wurde und in London 1958 gerade mal 45 Pfund bzw. 1175 Dollar 2005 in New Orleans erzielte, nur zwölf Jahre später für einen Betrag von rund 450 Millionen Dollar den Besitzer wechseln konnte. Zu den Mechanismen des aktuellen Kunstmarkts äußert sich neben Kunsthändlern und Kunst- und Wirtschaftsjournalisten, auch Robert K. Wittman, der Gründer des FBI Art Crime Team (USA) und einer der führenden Ermittler des FBI in Fällen von Kunstdiebstahl, Kunstfälschung und Kunstbetrug. 
Koefoed beleuchtet in seinem Film die undurchsichtigen und nicht regulierten Verfahren im Zusammenhang mit Zollfreilagern, speziell das Freilager Genf, in denen ein milliardenschwerer Schatz an Kunstwerken sicher vor dem Zugriff von Zoll- und Steuerbehörden gelagert ist. 
Ein weiteres Thema ist die Rolle von Dianne Dwyer Modestini vom Conservation Center des Institute of Fine Arts der New York University, die aus einer durch Risse und abgeblätterte Farbplacken beschädigten und durch Übermalungen veränderten Tafel nach Jahren der Restaurierung (2005 bis 2017) ein makelloses Gemälde für die Auktion präsentieren konnte.
Es geht weiterhin um Interessengemeinschaft und Interessenkonflikte zwischen großen Museen, finanzstarken Leihgebern und staatlichen Akteuren, im Fall des Salvator um die diplomatischen Spannungen zwischen Frankreich und Saudi-Arabien im Zusammenhang mit der geplanten Ausstellung im Louvre. Jacques Franck, selbst Kurator der Leonardo-Ausstellung von 2006 in den Uffizien, wird zitiert mit dem Satz, er habe den französischen Präsidenten Emmanuel Macron gewarnt, der Louvre solle das Bild nicht als „echten Leonardo“ ausstellen. Die Entscheidung, das Bild auszustellen oder doch lieber nicht, sei auf höchster politischer Ebene gefallen.
In Bezug auf seine persönliche Meinung zum Echtheitsstatus des Salvator Mundi hält sich Koefoed nicht nur in seinem Film bedeckt. In einem Interview mit IndieWire antwortete er auf die Frage, ob er den Salvator für einen „echten“ Leonardo halte, er habe beschlossen, nicht abzuwägen, ob das Gemälde echt (real) ist. „Ich habe beschlossen, offen zu sein. Es ist interessanter, wenn das Publikum selbst entscheidet, was es glaubt. Ich bin keineswegs ein Experte, ich verstehe beide Seiten, ich kann ihre Argumente sehen. Manchmal glaube ich das eine, manchmal glaube ich das andere.“

## Produktion und Veröffentlichung
Die Drehzeit des Films erstreckte sich über drei Jahre. 
Die Musik zum Film komponierte der Norweger Sveinung Nygaard, der eine Nominierung für den International Documentary Association-Award erhielt. 
Premiere des Films war am 13. Juni 2021 auf dem Tribeca Film Festival in New York. Kinostart in Deutschland im englischen Original mit deutschen Untertiteln war der 23. Dezember 2021.

## Zitat
Andreas Koefoed zu seinem Film The Lost Leonardo: 

„Die Geschichte legt die Mechanismen der menschlichen Psyche offen, unsere Sehnsucht nach dem Göttlichen und unsere postfaktischen, kapitalistischen Gesellschaften, in denen Geld und Macht die Wahrheit außer Kraft setzen. Das Gemälde wird zu einem Prisma, durch das wir uns selbst und die Welt, in der wir leben, verstehen können. Bis heute gibt es keinen schlüssigen Beweis dafür, dass das Gemälde ein da Vinci ist – oder nicht – und solange Zweifel darüber bestehen, können Menschen, Institutionen und Staaten dieses Gemälde vor dem Hintergrund ihrer eigenen Interessen benutzen.“

## Kritik
Bettina Peulecke vom NDR schrieb in ihrer ausführlichen Filmkritik: „‚The Lost Leonardo‘ ist spannender und entlarvender als der ‚Da Vinci Code‘. Ein Kunst-Thriller der Extraklasse, in dem alles vorkommt, was sonst eher im fiktionalen Bereich angesiedelt ist. Dabei wähnt man sich als Zuschauerin mal in einem Thriller, mal in einem Verschwörungs-Drama, mal in einer Farce. Vor allem aber immer in einer unverschämt gut gemachten, hochintelligenten, ausgewogenen Dokumentation von – so viel ist sicher – dem dänischen Regisseur Andreas Koevoed.“
Patrick Seyboth von epd Film schrieb, im Film gehe es vor allem um den Kunstmarkt. „Wie sehr Geldgier und Geltungssucht, aber auch das Wunschdenken von Kunstliebhabern bei der Wahrheitsfindung mitmischen, beleuchtet der dänische Dokumentarfilmer Andreas Koefoed in einer Art von Genremix: mal Thriller, mal Farce, dann plötzlich politisches und auch Verschwörungs-Drama.“ Was in Koefoeds Film ein wenig zu kurz komme, sei ein „genauerer Blick darauf, was die große Kunst Leonardos eigentlich ausmacht“.
Rudolf Schmitz vom Deutschlandfunk nannte „The Lost Leonardo“ ein „Wunder von einem Dokumentarfilm“, und zwar „nicht nur wegen großartig nachgestellter Szenen, sondern weil er an einem dubiosen Stück Farbe auf Holz das Funktionieren unserer gegenwärtigen Welt erzählt“. Mächtige Interessen bedienten sich eines Phantasmas, alle kämen dabei auf ihre Kosten, und die erregungsbereite Öffentlichkeit liefere die Zubringerdienste.
Der Film erreichte bei Rotten Tomatoes eine Positiv-Quote von 98 % auf der Grundlage von 80 Filmkritiken.